# Danh sách huấn luyện viên Chelsea F.C.

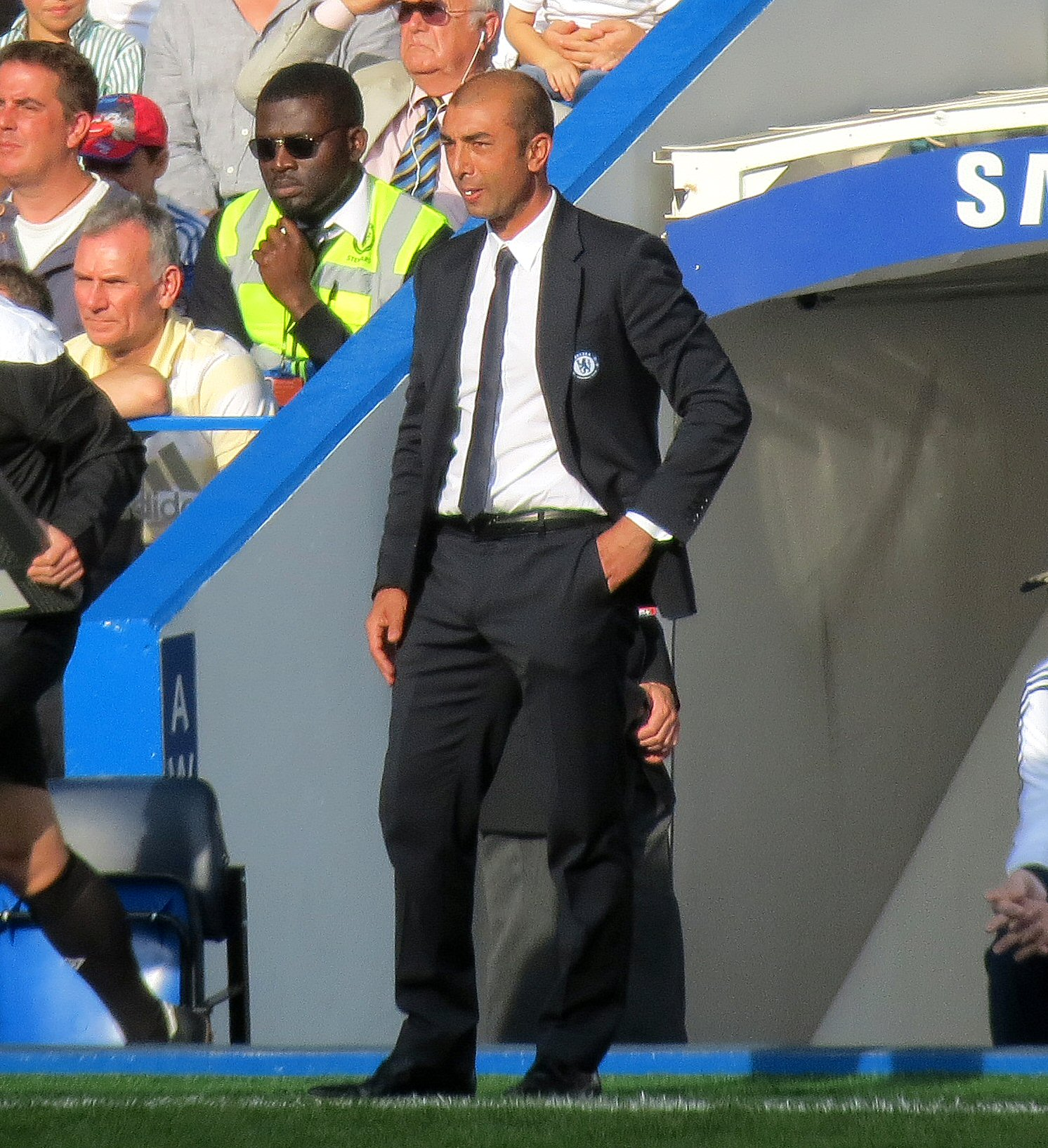
Roberto Di Matteo là huấn luyện viên đầu tiên giành UEFA Champions League cùng Chelsea.

Huấn luyện viên đầu tiên của Chelsea Football Club là John Tait Robertson, được bổ nhiện năm 1905. Huấn luyện viên hiện tại của câu lạc bộ là Thomas Tuchel, được bổ nhiệm vào tháng Một 2021.
Chelsea có 28 huấn luyện viên dài hạn (trong đó có bốn người là cầu thủ kiêm huấn luyện viên), và 9 huấn luyện viên tạm quyền. Ron Suart và Roberto Di Matteo từng dẫn dắt với cả tư cách là huấn luyện viên tạm quyền và dài hạn.
Huấn luyện viên đầu tiên của Chelsea là tiền vệ cánh người Scotland John Tait Robertson, người tiếp tục thi đấu cho câu lạc bộ tới khi từ chức một năm sau đó. David Calderhead là huấn luyện viên dẫn dắt Chelsea lâu nhất trong giai đoạn 1907–33, với 966 trận đấu. Huấn luyện viên dài hạn của Chelsea có thời gian tại vị ngắn nhất là Danny Blanchflower, người chỉ dẫn dắt 32 trận. Theo thống kê người không thành công nhất ở Chelsea cũng chính là Blanchflower, chỉ thắng 16% trong số 32 trận.
Huấn luyện viên Chelsea giành được danh hiệu lớn đầu tiên là Ted Drake, người dẫn dắt câu lạc bộ vô địch giải quốc gia  mùa giải 1954–55. Drake cùng Chelsea giành danh hiệu vô địch quốc gia đầu tiên năm 1955, trong khi đó Sexton cùng Chelsea dành danh hiệu châu Âu đầu tiên, chức vô địch UEFA Cup Winners' Cup năm 1971 còn Vialli cùng Chelsea giành UEFA Super Cup 1998.
Mourinho là người dành nhiều danh hiệu quốc nội nhất, trong khi đó Ancelotti dẫn dắt Chelsea giành "cú đúp" giải quốc gia và FA Cup đầu tiên. Di Matteo giành UEFA Champions League lần đầu tiên cùng Chelsea năm 2012. Một năm sau, Benítez cùng câu lạc bộ vô địch UEFA Europa League, qua đó trở thành câu lạc bộ đầu tiên giữ hai danh hiệu vô địch châu Âu lớn cùng lúc, là một trong năm đội, và là câu lạc bộ đầu tiên của nước Anh giành được cả ba danh hiệu lớn cấp câu lạc bộ của UEFA.

## Danh sách huấn luyện viên
- Tính tới 22 tháng Bảy năm 2016. Chỉ bao gồm các trận đấu chính thức

Đây là danh sách tất cả các huấn luyện viên về thành tích và danh hiệu.

Tr = Trận đã đấu; T = Trận thắng; H = Trận hòa; B = Trận thua; BT = Bàn thắng; BB = Bàn bại
| Hình | Tên                 | Quốc tịch   | Từ                   | Tới                  | Tr  | T   | H   | B   | BT   | BB   | %Thắng | Danh hiệu | Ghi chú       |
| ---- | ------------------- | ----------- | -------------------- | -------------------- | --- | --- | --- | --- | ---- | ---- | ------ | --------- | ------------- |
|      | John Tait Robertson | Scotland    | 1 tháng 8 năm 1905   | 27 tháng 11 năm 1906 | 54  | 33  | 10  | 11  | 126  | 57   | 61%    | –         | [ 2 ] [ 3 ]   |
|      | William Lewis       | Anh         | 27 tháng 11 năm 1906 | 1 tháng 8 năm 1907   | 27  | 17  | 5   | 5   | 54   | 25   | 63%    | –         | [ 2 ]         |
|      | David Calderhead    | Scotland    | 1 tháng 8 năm 1907   | 8 tháng 5 năm 1933   | 966 | 385 | 239 | 342 | 1376 | 1305 | 40%    | –         | [ 2 ] [ 4 ]   |
|      | Leslie Knighton     | Anh         | 8 tháng 5 năm 1933   | 19 tháng 4 năm 1939  | 269 | 92  | 69  | 108 | 419  | 446  | 34%    | –         | [ 2 ] [ 5 ]   |
|      | Billy Birrell       | Scotland    | 19 tháng 4 năm 1939  | 31 tháng 5 năm 1952  | 293 | 97  | 77  | 119 | 410  | 462  | 33%    | –         | [ 2 ] [ 6 ]   |
|      | Ted Drake           | Anh         | 1 tháng 6 năm 1952   | 30 tháng 9 năm 1961  | 426 | 156 | 103 | 167 | 771  | 772  | 37%    | xem dưới  | [ 2 ] [ 7 ]   |
|      | Tommy Docherty      | Scotland    | 1 tháng 10 năm 1961  | 6 tháng 10 năm 1967  | 303 | 142 | 65  | 96  | 526  | 422  | 47%    | xem dưới  | [ 2 ] [ 8 ]   |
|      | Ron Suart           | Anh         | 6 tháng 10 năm 1967  | 23 tháng 10 năm 1967 | 2   | 0   | 1   | 1   | 1    | 8    | 0%     | –         | [ 2 ]         |
|      | Dave Sexton         | Anh         | 23 tháng 10 năm 1967 | 3 tháng 10 năm 1974  | 371 | 164 | 107 | 100 | 569  | 430  | 44%    | xem dưới  | [ 2 ] [ 9 ]   |
|      | Ron Suart           | Anh         | 3 tháng 10 năm 1974  | 16 tháng 4 năm 1975  | 34  | 8   | 12  | 14  | 38   | 62   | 24%    | –         | [ 2 ] [ 10 ]  |
|      | Eddie McCreadie     | Scotland    | 16 tháng 4 năm 1975  | 1 tháng 7 năm 1977   | 97  | 37  | 33  | 27  | 141  | 133  | 38%    | –         | [ 2 ] [ 11 ]  |
|      | Ken Shellito        | Anh         | 7 tháng 7 năm 1977   | 13 tháng 12 năm 1978 | 66  | 15  | 19  | 32  | 77   | 115  | 23%    | –         | [ 2 ] [ 12 ]  |
|      | Danny Blanchflower  | Bắc Ireland | 14 tháng 12 năm 1978 | 11 tháng 9 năm 1979  | 32  | 5   | 8   | 19  | 34   | 68   | 16%    | –         | [ 2 ] [ 13 ]  |
|      | Geoff Hurst         | Anh         | 13 tháng 9 năm 1979  | 23 tháng Tư 1981     | 81  | 35  | 19  | 27  | 108  | 89   | 43%    | –         | [ 2 ] [ 14 ]  |
|      | Bobby Gould         | Anh         | 23 tháng 4 năm 1981  | tháng 5 năm 1981     | 2   | 0   | 0   | 2   | 0    | 5    | 0%     | –         | [ 2 ] [ 15 ]  |
|      | John Neal           | Anh         | 28 tháng 5 năm 1981  | 11 tháng 6 năm 1985  | 203 | 84  | 61  | 58  | 326  | 253  | 41%    | xem dưới  | [ 2 ] [ 16 ]  |
|      | John Hollins        | Anh         | 11 tháng 6 năm 1985  | 6 tháng 3 năm 1988   | 145 | 56  | 38  | 51  | 199  | 217  | 39%    | xem dưới  | [ 2 ] [ 17 ]  |
|      | Bobby Campbell      | Anh         | 6 tháng 3 năm 1988   | 12 tháng 5 năm 1991  | 165 | 77  | 47  | 41  | 287  | 233  | 47%    | xem dưới  | [ 2 ] [ 18 ]  |
|      | Ian Porterfield     | Scotland    | 11 tháng 6 năm 1991  | 15 tháng 2 năm 1993  | 90  | 31  | 28  | 31  | 106  | 119  | 34%    | –         | [ 2 ] [ 19 ]  |
|      | David Webb          | Anh         | 15 tháng 2 năm 1993  | 11 tháng 5 năm 1993  | 13  | 5   | 4   | 4   | 19   | 18   | 38%    | –         | [ 2 ] [ 20 ]  |
|      | Glenn Hoddle        | Anh         | 4 tháng 6 năm 1993   | 10 tháng 5 năm 1996  | 157 | 53  | 54  | 50  | 192  | 182  | 34%    | –         | [ 2 ] [ 21 ]  |
|      | Ruud Gullit         | Hà Lan      | 10 tháng 5 năm 1996  | 12 tháng 2 năm 1998  | 83  | 41  | 18  | 24  | 157  | 109  | 49%    | xem dưới  | [ 2 ] [ 22 ]  |
|      | Gianluca Vialli     | Ý           | 12 tháng 2 năm 1998  | 12 tháng 9 năm 2000  | 143 | 76  | 38  | 29  | 223  | 123  | 53%    | xem dưới  | [ 2 ] [ 23 ]  |
|      | Graham Rix          | Anh         | 13 tháng 9 năm 2000  | 17 tháng 9 năm 2000  | 2   | 1   | 0   | 1   | 1    | 2    | 50%    | –         | [ 2 ] [ 24 ]  |
|      | Claudio Ranieri     | Ý           | 17 tháng 9 năm 2000  | 31 tháng 5 năm 2004  | 199 | 107 | 46  | 46  | 358  | 197  | 54%    | –         | [ 2 ] [ 25 ]  |
|      | José Mourinho       | Bồ Đào Nha  | 2 tháng 6 năm 2004   | 19 tháng 9 năm 2007  | 185 | 124 | 40  | 21  | 330  | 119  | 67%    | xem dưới  | [ 2 ] [ 26 ]  |
|      | Avram Grant         | Israel      | 20 tháng 9 năm 2007  | 24 tháng 5 năm 2008  | 54  | 36  | 13  | 5   | 97   | 36   | 67%    | –         | [ 2 ] [ 27 ]  |
|      | Luiz Felipe Scolari | Brasil      | 1 tháng 7 năm 2008   | 9 tháng 2 năm 2009   | 36  | 20  | 11  | 5   | 66   | 24   | 56%    | –         | [ 2 ] [ 28 ]  |
|      | Ray Wilkins         | Anh         | 9 tháng 2 năm 2009   | 15 tháng 2 năm 2009  | 1   | 1   | 0   | 0   | 3    | 1    | 100%   | –         | [ 29 ]        |
|      | Guus Hiddink        | Hà Lan      | 16 tháng 2 năm 2009  | 30 tháng 5 năm 2009  | 22  | 16  | 5   | 1   | 41   | 19   | 73%    | xem dưới  | [ 30 ]        |
|      | Carlo Ancelotti     | Ý           | 1 tháng 7 năm 2009   | 22 tháng 5 năm 2011  | 109 | 67  | 20  | 22  | 241  | 94   | 61%    | xem dưới  | [ 2 ] [ 31 ]  |
|      | André Villas-Boas   | Bồ Đào Nha  | 22 tháng 6 năm 2011  | 4 tháng 3 năm 2012   | 40  | 19  | 11  | 10  | 69   | 43   | 48%    | –         | [ 32 ] [ 33 ] |
|      | Roberto Di Matteo   | Ý           | 4 tháng 3 năm 2012   | 21 tháng 11 năm 2012 | 42  | 24  | 9   | 9   | 43   | 23   | 57%    | xem dưới  | [ 2 ]         |
|      | Rafael Benítez      | Tây Ban Nha | 21 tháng 11 năm 2012 | 27 tháng 5 năm 2013  | 48  | 28  | 10  | 10  | 99   | 48   | 58%    | xem dưới  | [ 2 ]         |
|      | José Mourinho       | Bồ Đào Nha  | 3 tháng 6 năm 2013   | 17 tháng 12 năm 2015 | 136 | 80  | 29  | 27  | 245  | 121  | 59%    | xem dưới  | [ 2 ]         |
|      | Steve Holland       | Anh         | 17 tháng 12 năm 2015 | 19 tháng 12 năm 2015 | 1   | 1   | 0   | 0   | 3    | 1    | 100%   | –         |               |
|      | Guus Hiddink        | Hà Lan      | 19 tháng 12 năm 2015 | 16 tháng 5 năm 2016  | 27  | 10  | 11  | 6   | 53   | 34   | 37%    | –         | [ 30 ]        |
|      | Antonio Conte       | Ý           | 3 tháng Bảy 2016     | 13 tháng Bảy 2018    | 106 | 69  | 17  | 20  | 212  | 102  | 65%    | xem dưới  | [ 2 ]         |
|      | Maurizio Sarri      | Ý           | 14 tháng Bảy 2018    | 16 tháng Sáu 2019    | 63  | 39  | 13  | 11  | 112  | 58   | 62%    | xem dưới  | [ 2 ]         |
|      | Frank Lampard       | Anh         | 4 tháng Bảy 2019     | nay                  | 52  | 28  | 9   | 15  | 98   | 71   | 54%    |           | [ 2 ]         |

## Các huấn luyện viên với danh hiệu
| Tên               | Quốc tịch   | Giai đoạn           | Danh hiệu |
| ----------------- | ----------- | ------------------- | --- |
| Ted Drake         | Anh         | 1952–1961           | First Division 1955 FA Charity Shield 1955 |
| Tommy Docherty    | Scotland    | 1961–1967           | Football League Cup 1965 |
| Dave Sexton       | Anh         | 1967–1975           | FA Cup 1970 European Cup Winners' Cup 1971 |
| John Neal         | Anh         | 1981–1985           | Second Division 1984 |
| John Hollins      | Anh         | 1985–1988           | Full Members Cup 1986 |
| Bobby Campbell    | Anh         | 1988–1991           | Second Division 1989 Full Members Cup 1990 |
| Ruud Gullit       | Hà Lan      | 1996–1998           | FA Cup 1997 |
| Gianluca Vialli   | Ý           | 1998–2000           | Football League Cup 1998 UEFA Cup Winners' Cup 1998 UEFA Super Cup 1998 FA Cup 2000 FA Charity Shield 2000                                                                  |
| José Mourinho     | Bồ Đào Nha  | 2004–2007 2013–2015 | Football League Cup 2005 Premier League 2005 FA Community Shield 2005 Premier League 2006 Football League Cup 2007 FA Cup 2007 Football League Cup 2015 Premier League 2015 |
| Guus Hiddink      | Hà Lan      | 2009 2015–2016      | FA Cup 2009 |
| Carlo Ancelotti   | Ý           | 2009–2011           | 2009 FA Community Shield Premier League 2010 FA Cup 2010 |
| Roberto Di Matteo | Ý           | 2012                | FA Cup 2012 UEFA Champions League 2012 |
| Rafael Benítez    | Tây Ban Nha | 2012–2013           | UEFA Europa League 2013 |
| Antonio Conte     | Italy       | 2016–2018           | Premier League 2017 FA Cup 2018 |
| Maurizio Sarri    | Italy       | 2018–2019           | UEFA Europa League 2019 |

|-
|Thomas Tuchel
| Germany
|2021-nay
|UEFA Champion League 2021
|}